# Rea Silvia
Rea Silvia (in latino Rhea Silvia), Ilia secondo altre fonti, fu una vestale, madre dei gemelli Romolo e Remo, fondatori di Roma; morì sepolta viva per ordine dello zio Amulio.
Le sue vicende sono narrate nel I libro Ab Urbe condita di Tito Livio, in frammenti dagli Annales di Ennio e da Fabio Pittore.

## Biografia
(Tito Livio, Ab Urbe condita)

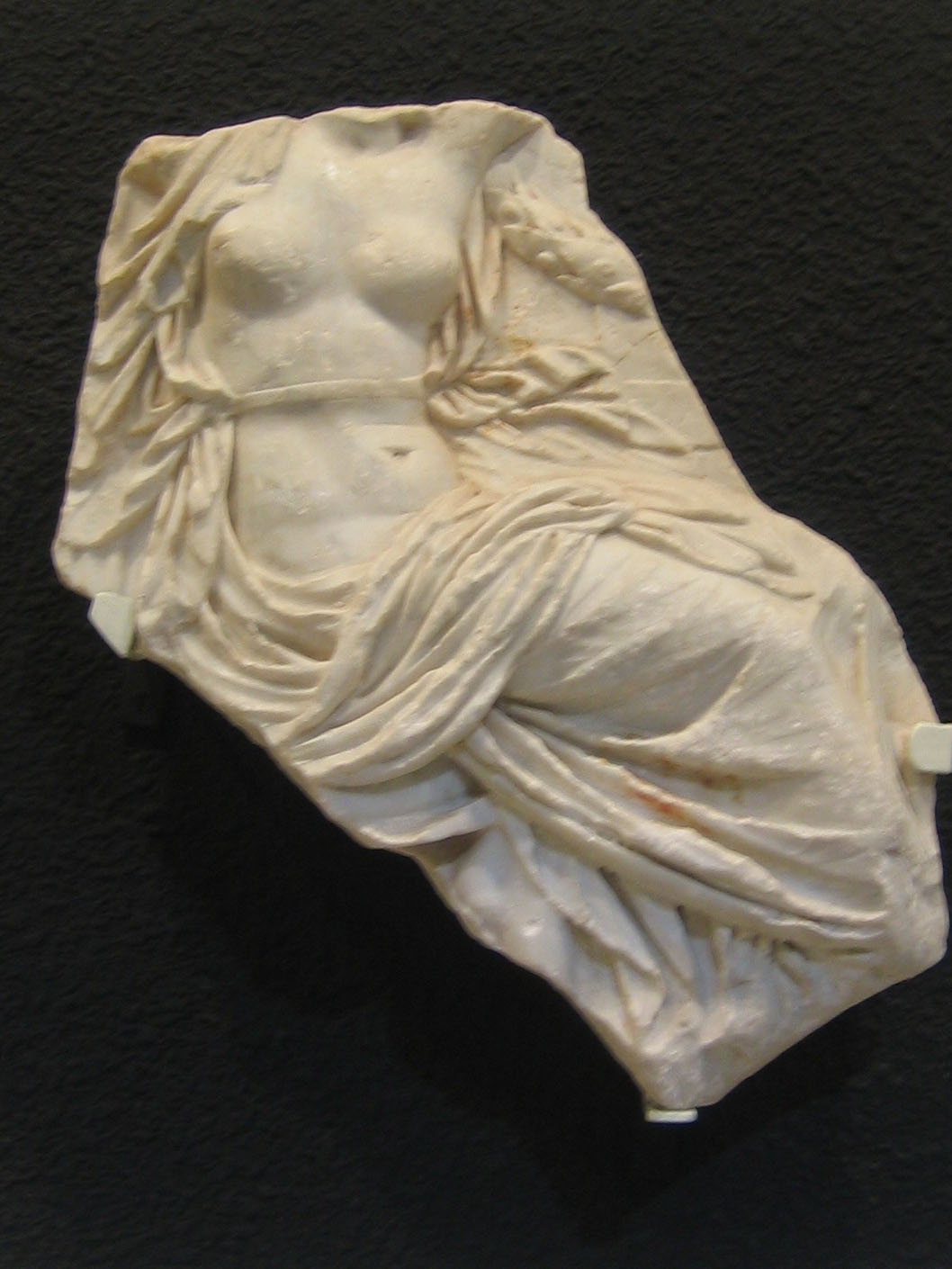
Rea Silvia, torso dall'anfiteatro di Cartagena

Stando al racconto di Tito Livio, Rea Silvia era la figlia di Numitore, discendente di Enea e re di Alba Longa, mentre negli Annales è ella stessa figlia di Enea. Il fratello minore di Numitore, Amulio, usurpò il trono, uccise i figli maschi del fratello e costrinse Rea Silvia a diventare una sacerdotessa della dea Vesta, per impedirle di avere una discendenza, dato che le vestali avevano l'obbligo della castità per trent'anni.
Per una versione il dio Marte si invaghì della ragazza, che era andata ad attingere acqua al fiume Almone , e la sedusse in un bosco. Livio invece riporta che Rea Silvia venne stuprata e che, per rendere meno turpe il fatto, ne dichiarò la responsabilità del dio. Per altri l'autore della violenza fu un giovane pretendente, lo stesso Amulio per altri ancora.
Secondo l'opera di Ennio, quando lo zio seppe della nascita dei due gemelli di Rea la fece gettare nel Tevere, ma ella si salvò sposando il dio del fiume. Per un'altra versione invece la fece incarcerare su richiesta della sua unica figlia, cresciuta insieme a Rea, e ordinò a una serva di uccidere Romolo e Remo. Un'altra versione ancora riporta che invece ella morì di stenti dopo essere stata imprigionata. La serva, tuttavia, ne ebbe pietà, li mise in una cesta e li affidò alle acque del Tevere. Sempre Livio racconta invece che l'ordine di gettare i gemelli al fiume venne da Amulio.
La cesta, prodigiosamente, navigò tranquilla per il fiume e si arenò nel luogo dove più tardi i gemelli avrebbero fondato Roma.

## Etimologia del nome
Il nome Silvia sarebbe derivato da Silvana, cioè dea delle selve, il lato selvaggio della natura. Barthold Georg Niebuhr propose che il nome Rea significasse semplicemente colpevole e stesse a indicare, genericamente, la donna che aveva ceduto alla seduzione adulterina in un bosco.

## Albero genealogico
|  |  |        |        |        |        | Anchise         | Anchise         | Anchise         | Anchise         | Anchise         | Anchise         |          |          | Afrodite/Venere | Afrodite/Venere | Afrodite/Venere | Afrodite/Venere | Afrodite/Venere | Afrodite/Venere |               |               | Latino     | Latino     | Latino     | Latino     | Latino     | Latino     |        |        |      |      |
|  |  |        |        |        |        | Anchise         | Anchise         | Anchise         | Anchise         | Anchise         | Anchise         |          |          | Afrodite/Venere | Afrodite/Venere | Afrodite/Venere | Afrodite/Venere | Afrodite/Venere | Afrodite/Venere |               |               | Latino     | Latino     | Latino     | Latino     | Latino     | Latino     |        |        |      |      |
|  |  |        |        |        |        |                 |                 |                 |                 |                 |                 |          |          |                 |                 |                 |                 |                 |                 |               |               |            |            |            |            |            |            |        |        |      |      |
|  |  | Creusa | Creusa | Creusa | Creusa | Creusa          | Creusa          |                 |                 | Enea            | Enea            | Enea     | Enea     | Enea            | Enea            |                 |                 |                 |                 | Lavinia       | Lavinia       | Lavinia    | Lavinia    | Lavinia    | Lavinia    |            |            |        |        |      |      |
|  |  | Creusa | Creusa | Creusa | Creusa | Creusa          | Creusa          |                 |                 | Enea            | Enea            | Enea     | Enea     | Enea            | Enea            |                 |                 |                 |                 | Lavinia       | Lavinia       | Lavinia    | Lavinia    | Lavinia    | Lavinia    |            |            |        |        |      |      |
|  |  |        |        |        |        |                 |                 |                 |                 |                 |                 |          |          |                 |                 |                 |                 |                 |                 |               |               |            |            |            |            |            |            |        |        |      |      |
|  |  |        |        |        |        | Ascanio, o Iulo | Ascanio, o Iulo | Ascanio, o Iulo | Ascanio, o Iulo | Ascanio, o Iulo | Ascanio, o Iulo |          |          | Silvio          | Silvio          | Silvio          | Silvio          | Silvio          | Silvio          |               |               |            |            |            |            |            |            |        |        |      |      |
|  |  |        |        |        |        | Ascanio, o Iulo | Ascanio, o Iulo | Ascanio, o Iulo | Ascanio, o Iulo | Ascanio, o Iulo | Ascanio, o Iulo |          |          | Silvio          | Silvio          | Silvio          | Silvio          | Silvio          | Silvio          |               |               |            |            |            |            |            |            |        |        |      |      |
|  |  |        |        |        |        | Silvio          | Silvio          | Silvio          | Silvio          | Silvio          | Silvio          |          |          |                 |                 | Enea Silvio     | Enea Silvio     | Enea Silvio     | Enea Silvio     | Enea Silvio   | Enea Silvio   |            |            |            |            |            |            |        |        |      |      |
|  |  |        |        |        |        | Silvio          | Silvio          | Silvio          | Silvio          | Silvio          | Silvio          |          |          |                 |                 | Enea Silvio     | Enea Silvio     | Enea Silvio     | Enea Silvio     | Enea Silvio   | Enea Silvio   |            |            |            |            |            |            |        |        |      |      |
|  |  |        |        |        |        | Bruto di Troia  | Bruto di Troia  | Bruto di Troia  | Bruto di Troia  | Bruto di Troia  | Bruto di Troia  |          |          |                 |                 | Latino Silvio   | Latino Silvio   | Latino Silvio   | Latino Silvio   | Latino Silvio | Latino Silvio |            |            |            |            |            |            |        |        |      |      |
|  |  |        |        |        |        | Bruto di Troia  | Bruto di Troia  | Bruto di Troia  | Bruto di Troia  | Bruto di Troia  | Bruto di Troia  |          |          |                 |                 | Latino Silvio   | Latino Silvio   | Latino Silvio   | Latino Silvio   | Latino Silvio | Latino Silvio |            |            |            |            |            |            |        |        |      |      |
|  |  |        |        |        |        |                 |                 |                 |                 |                 |                 |          |          |                 |                 | Alba            |                 |                 |                 |               |               |            |            |            |            |            |            |        |        |      |      |
|  |  |        |        |        |        |                 |                 |                 |                 |                 |                 |          |          |                 |                 |                 |                 |                 |                 |               |               |            |            |            |            |            |            |        |        |      |      |
|  |  |        |        |        |        |                 |                 |                 |                 |                 |                 |          |          |                 |                 | Atys            |                 |                 |                 |               |               |            |            |            |            |            |            |        |        |      |      |
|  |  |        |        |        |        |                 |                 |                 |                 |                 |                 |          |          |                 |                 |                 |                 |                 |                 |               |               |            |            |            |            |            |            |        |        |      |      |
|  |  |        |        |        |        |                 |                 |                 |                 |                 |                 |          |          |                 |                 | Capys           |                 |                 |                 |               |               |            |            |            |            |            |            |        |        |      |      |
|  |  |        |        |        |        |                 |                 |                 |                 |                 |                 |          |          |                 |                 |                 |                 |                 |                 |               |               |            |            |            |            |            |            |        |        |      |      |
|  |  |        |        |        |        |                 |                 |                 |                 |                 |                 |          |          |                 |                 | Capeto          |                 |                 |                 |               |               |            |            |            |            |            |            |        |        |      |      |
|  |  |        |        |        |        |                 |                 |                 |                 |                 |                 |          |          |                 |                 |                 |                 |                 |                 |               |               |            |            |            |            |            |            |        |        |      |      |
|  |  |        |        |        |        |                 |                 |                 |                 |                 |                 |          |          |                 |                 | Tiberino Silvio |                 |                 |                 |               |               |            |            |            |            |            |            |        |        |      |      |
|  |  |        |        |        |        |                 |                 |                 |                 |                 |                 |          |          |                 |                 |                 |                 |                 |                 |               |               |            |            |            |            |            |            |        |        |      |      |
|  |  |        |        |        |        |                 |                 |                 |                 |                 |                 |          |          |                 |                 | Agrippa         |                 |                 |                 |               |               |            |            |            |            |            |            |        |        |      |      |
|  |  |        |        |        |        |                 |                 |                 |                 |                 |                 |          |          |                 |                 |                 |                 |                 |                 |               |               |            |            |            |            |            |            |        |        |      |      |
|  |  |        |        |        |        |                 |                 |                 |                 |                 |                 |          |          |                 |                 | Romolo Silvio   |                 |                 |                 |               |               |            |            |            |            |            |            |        |        |      |      |
|  |  |        |        |        |        |                 |                 |                 |                 |                 |                 |          |          |                 |                 |                 |                 |                 |                 |               |               |            |            |            |            |            |            |        |        |      |      |
|  |  |        |        |        |        |                 |                 |                 |                 |                 |                 |          |          |                 |                 | Aventino        |                 |                 |                 |               |               |            |            |            |            |            |            |        |        |      |      |
|  |  |        |        |        |        |                 |                 |                 |                 |                 |                 |          |          |                 |                 |                 |                 |                 |                 |               |               |            |            |            |            |            |            |        |        |      |      |
|  |  |        |        |        |        |                 |                 |                 |                 |                 |                 |          |          |                 |                 | Proca           |                 |                 |                 |               |               |            |            |            |            |            |            |        |        |      |      |
|  |  |        |        |        |        |                 |                 |                 |                 |                 |                 |          |          |                 |                 |                 |                 |                 |                 |               |               |            |            |            |            |            |            |        |        |      |      |
|  |  |        |        |        |        |                 |                 |                 |                 |                 |                 |          |          |                 |                 |                 |                 |                 |                 |               |               |            |            |            |            |            |            |        |        |      |      |
|  |  |        |        |        |        |                 |                 |                 |                 |                 |                 |          |          |                 |                 | Numitore        | Numitore        | Numitore        | Numitore        | Numitore      | Numitore      |            |            | Amulio     | Amulio     | Amulio     | Amulio     | Amulio | Amulio |      |      |
|  |  |        |        |        |        |                 |                 |                 |                 |                 |                 |          |          |                 |                 | Numitore        | Numitore        | Numitore        | Numitore        | Numitore      | Numitore      |            |            | Amulio     | Amulio     | Amulio     | Amulio     | Amulio | Amulio |      |      |
|  |  |        |        |        |        |                 |                 |                 |                 |                 |                 |          |          | Rea Silvia      | Rea Silvia      | Rea Silvia      | Rea Silvia      | Rea Silvia      | Rea Silvia      |               |               | Ares/Marte | Ares/Marte | Ares/Marte | Ares/Marte | Ares/Marte | Ares/Marte |        |        |      |      |
|  |  |        |        |        |        |                 |                 |                 |                 |                 |                 |          |          | Rea Silvia      | Rea Silvia      | Rea Silvia      | Rea Silvia      | Rea Silvia      | Rea Silvia      |               |               | Ares/Marte | Ares/Marte | Ares/Marte | Ares/Marte | Ares/Marte | Ares/Marte |        |        |      |      |
|  |  |        |        |        |        |                 |                 |                 |                 |                 |                 |          |          |                 |                 |                 |                 |                 |                 |               |               |            |            |            |            |            |            |        |        |      |      |
|  |  |        |        |        |        |                 |                 |                 |                 |                 |                 |          |          |                 |                 |                 |                 |                 |                 |               |               |            |            |            |            |            |            |        |        |      |      |
|  |  |        |        |        |        |                 |                 |                 |                 | Hersilia        | Hersilia        | Hersilia | Hersilia | Hersilia        | Hersilia        |                 |                 | Romolo          | Romolo          | Romolo        | Romolo        | Romolo     | Romolo     |            |            | Remo       | Remo       | Remo   | Remo   | Remo | Remo |
|  |  |        |        |        |        |                 |                 |                 |                 | Hersilia        | Hersilia        | Hersilia | Hersilia | Hersilia        | Hersilia        |                 |                 | Romolo          | Romolo          | Romolo        | Romolo        | Romolo     | Romolo     |            |            | Remo       | Remo       | Remo   | Remo   | Remo | Remo |
|  |  |        |        |        |        |                 |                 |                 |                 |                 |                 |          |          |                 |                 |                 |                 |                 |                 |               |               |            |            |            |            |            |            |        |        |      |      |
|  |  |        |        |        |        |                 |                 |                 |                 |                 |                 |          |          | Prima e Avilio  |                 |                 |                 |                 |                 |               |               |            |            |            |            |            |            |        |        |      |      |

## Opere d'arte ispirate al personaggio
- Jacopo della Quercia, Rea Silvia, 1414-1418